# Núi Ngự Bình

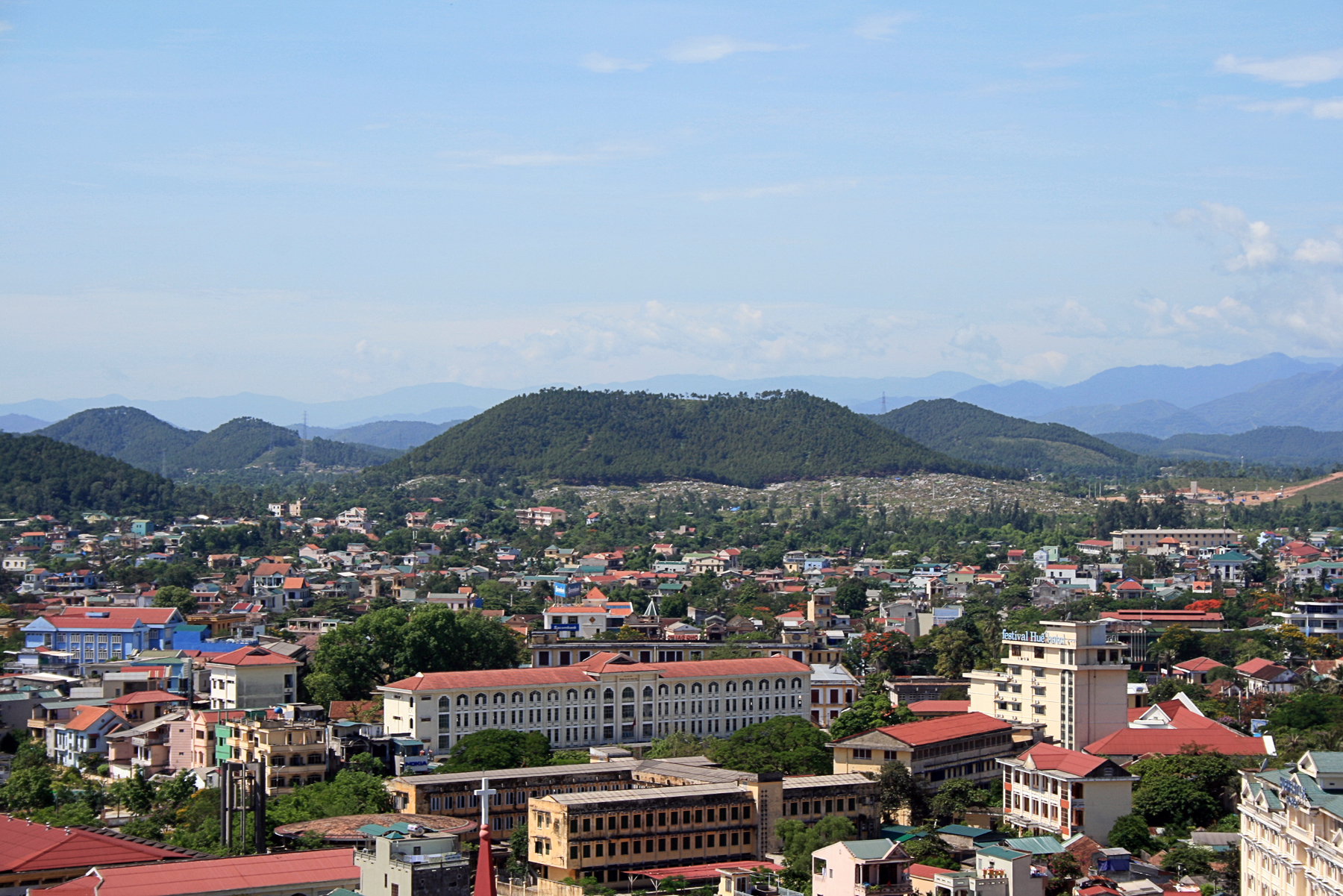
Núi Ngự Bình

Núi Ngự Bình (chữ Hán: 御屏), gọi ngắn gọn là núi Ngự, trước có tên là Hòn Mô hay Núi Bằng (Bằng Sơn); là một hòn núi đất cao 103 m ở bờ phải sông Hương (giữa Cồn Hến và Cồn Giã Viên), cách trung tâm thành phố Huế, Việt Nam 4 km về phía Nam.

## Giới thiệu
Núi Ngự có dạng hình thang, đỉnh bằng phẳng , hai bên có hai ngọn núi nhỏ chầu vào gọi là Tả Bật Sơn và Hữu Bật Sơn .
Bởi núi có hình dạng như thế, nên khi chúa Nguyễn Phúc Thái (ở ngôi: 1687-1691) dời thủ phủ Đàng Trong từ làng Kim Long (thuộc huyện Hương Trà, tỉnh Thừa Thiên) về làng Phú Xuân (chỗ của Kinh thành Huế ngày nay) vào năm 1687, đã dùng núi ấy làm án (chắn ngang) trước thủ phủ. 
Về sau, khi chúa Nguyễn Phúc Khoát (ở ngôi: 1738-1765) xây dựng đô thành Phú Xuân (hoàn tất năm 1739), và vua Gia Long xây dựng Kinh thành Huế (1805) cũng đặt núi Bằng làm án .
Sách Đại Nam nhất thống chí của Quốc sử quán triều Nguyễn viết:
Ở phía đông bắc Hương Thủy, nổi vọt lên ở quãng đất bằng như hình bức bình phong làm lớp án thứ nhất trước Kinh thành Huế, tục gọi là núi Bằng, đời Gia Long đặt cho tên hiện nay (Ngự Bình), đỉnh núi bằng phẳng, khắp nơi trồng thông .
Sách Đại Nam dư địa chí ước biên của Tổng tài Cao Xuân Dục cũng viết về núi này như sau: 
Núi Ngự Bình, tục gọi là núi Bằng...vuông chằn chặn như bức bình phong, là bức án trọng yếu bậc nhất phía trước Kinh thành...Núi này là một trong 20 thắng cảnh của Kinh đô. (Trong) tập thơ ngự chế của vua Thiệu Trị, có (bài) tên: "Bình lĩnh đăng cao" (Núi Ngự lên cao)
Theo nhà nghiên cứu Nguyễn Đắc Xuân, thì từ thời Gia Long, tất cả các quan lại không phân biệt phẩm trật lớn nhỏ, mỗi người đều phải trồng ở Ngự Bình một cây thông, cho nên trải các đời vua, Ngự Bình trở thành một rừng thông vi vu. Bởi vẻ đẹp ấy, nên núi được nhiều người đến viếng và làm thơ đề vịnh, trong số đó có vua Minh Mạng và vua Thiệu Trị .
Cùng với sông Hương, núi Ngự Bình hòa quyện vào nhau tạo nên vẻ sơn thủy hữu tình của Huế, và đã trở thành biểu tượng của thiên nhiên Huế từ rất lâu. Vì vậy, người ta quen gọi Huế là xứ sở của "sông Hương-núi Ngự" .
Có nhiều thơ ca nói đến cặp danh thắng này, trong số ấy có câu:
Núi Ngự không cây, chim ngủ đất.
Sông Hương vắng khách, đĩ kêu trời.
Đi đâu cũng nhớ quê mình,
Nhớ sông Hương gió mát, nhớ non Bình trăng treo .